# Бейтсвілл (Техас)
Бейтсвілл (англ. Batesville) — переписна місцевість (CDP) в США, в окрузі Завала штату Техас. Населення — 787 осіб (2020).

## Географія
Бейтсвілл розташований за координатами 28°57′9″ пн. ш. 99°37′46″ зх. д. / 28.95250° пн. ш. 99.62944° зх. д. (28.952424, -99.629311).  За даними Бюро перепису населення США в 2010 році переписна місцевість мала площу 15,33 км², з яких 15,32 км² — суходіл та 0,01 км² — водойми.

## Демографія
Згідно з переписом 2010 року, у переписній місцевості мешкало 1068 осіб у 327 домогосподарствах у складі 270 родин. Густота населення становила 70 осіб/км².  Було 411 помешкання (27/км²).
Расовий склад населення:
| - 85,2 % — білих - 0,3 % — чорних або афроамериканців - 0,2 % — корінних американців - 13,4 % — осіб інших рас |

До двох чи більше рас належало 0,9 %. Частка іспаномовних становила 95,3 % від усіх жителів.
За віковим діапазоном населення розподілялося таким чином: 32,1 % — особи молодші 18 років, 58,3 % — особи у віці 18—64 років, 9,6 % — особи у віці 65 років та старші. Медіана віку мешканця становила 33,3 року. На 100 осіб жіночої статі у переписній місцевості припадало 96,7 чоловіків;  на 100 жінок у віці від 18 років та старших — 90,8 чоловіків також старших 18 років.
Медіана доходів становила 30 313 долари для чоловіків та 18 472 долари для жінок. За межею бідності перебувало 47,3 % осіб, у тому числі 25,9 % дітей у віці до 18 років та 46,5 % осіб у віці 65 років та старших.
Цивільне працевлаштоване населення становило 280 осіб. Основні галузі зайнятості: освіта, охорона здоров'я та соціальна допомога — 46,8 %, сільське господарство, лісництво, риболовля — 16,4 %, фінанси, страхування та нерухомість — 15,4 %.